# Gördensee
Der Gördensee oder Zummel befindet sich 1,5 km nördlich des Quenzsees in Brandenburg an der Havel und fließt über den Quenzsee in die Havel ab. Er ist nach dem Stadtteil Görden benannt.
Die Fläche des Sees beträgt rund 40 Hektar, und er ist maximal zwei Meter tief. Er erstreckt sich nierenförmig, das östliche Ufer konkav, 1,3 km von Nord nach Süd und in seiner breitesten Ausdehnung von Ost nach West 400 m.

## Entstehungsgeschichte
Der Gördensee ist Teil einer über weite Bereiche ausgetrockneten, in der letzten, der Weichselkaltzeit geformten glazialen Rinne, der Bohnenland-Görden-Rinne. Diese lässt sich von südlich des Gallbergs und Schwarzen Bergs beginnend über den Bohnenländer See und Gördensee in nord-südlicher Ausrichtung in der Topografie der Landschaft bis zum Quenzsee gut verfolgen. Sie entstand unterhalb des Marzahner Gletscherzungenbeckens beziehungsweise des Marzahner Fenns und verläuft parallel zur Beetzseerinne im Osten und einer weiteren Rinne im Westen, in der heute die Havel fließt. Wie sein nördlicher Bohnenländer See wird der Gördensee oder Zummel aus Grundwasservorkommen gespeist. Seit Anlage eines Abflusses, des Quenzgrabens und des damit einhergehenden unnatürlichen Wasserverlustes ist der See von einem ausgeprägten und unnatürlichen Verlandungsprozess betroffen. So hatte der Gördensee noch im späten 18. Jahrhundert eine etwa doppelt so lange Nord-Süd-Ausdehnung und eine etwa um 50 Prozent größere Wasserfläche als zu Beginn des 21. Jahrhunderts. Heß beschreibt ihn als „sterbenden See“.

## Name
Der Name Gördensee ist die mittlerweile konsensuelle Bezeichnung des ehemals Zummel genannten Sees. Der Begriff Zummel erhielt sich nur noch für den nördlichen, mittlerweile verlandeten Abschnitt des Gördensees.
Der Begriff Gördensee leitet sich vom im Osten benachbarten Brandenburger Stadtteil Görden her. Dieser wiederum bezieht seinen Namen vom slawischen gorne, was Reinhard E. Fischer mit „oben, hoch gelegene Siedlung“ übersetzt (vgl. polnisch góra, russisch гора, „Berg“).
Auch das Wort Zummel weist auf die slawische Bevölkerung der Mark Brandenburg hin. Heß, Kinder und Porada übersetzen es mit Verweis auf das altpolabische Wort *som, Wels, als einen See, in dem Welse vorkommen (vgl. poln. sum, russ. сом, „Wels“).
Eine erste urkundliche Erwähnung findet der See 1179 als „Zumit“. Acht Jahre später nennt ihn ein mittelalterliches Dokument „stagnum Zumit“. 1842 wird er offiziell als „Zummel“ in kartografischen Werken verzeichnet. Mit der starken Besiedlung des Vorwerks Görden, das seinen Namen von der dort gelegenen Wüstung Gorne übernommen hatte, während der Industrialisierungsepoche des frühen 20. Jahrhunderts, setzte sich in der Bevölkerung der ortsbezogene Name Gördensee durch.

## Funktion
Der Gördensee wird gemeinsam mit seiner waldreichen Umgebung als Naherholungsgebiet genutzt. Im Sommer ist sein im Osten gelegener Strand Ziel von Badenden. Im Winter wird das Gewässer gerade von Eissportlern sehr geschätzt, da es keine gefährlichen Strömungen aufweist und auch verhältnismäßig flach ist. Damit ist die Eisdecke im Allgemeinen früher stabil und frei von strömungsbedingten, gefährlichen Schwächezonen. Sportliche Laufdisziplinen werden seit Jahren rund um den Gördensee oder Zummel abgehalten. So entwickelte sich beispielsweise aus dem rbb-Lauftreff der Laufpark Gördensee mit einem Rundkurs von 6,3 km.
Durch Verordnung von Oberbürgermeister Dr. Wilhelm Sievers wurde die Rinne Gördensee – Bohnenländer See als Landschaftsschutzgebiet (LSG) Bohnenländer See und Gördensee gesichert, das heute Teil des LSG „Westhavelland“ ist. Der Gördensee ist alljährlich Schauplatz einer intensiven Krötenwanderung. Die Tiere werden durch entsprechende Leiteinrichtungen vor dem Verkehr auf der am südlichen Ufer verlaufenden Anton-Saefkow-Allee geschützt.

## Galerie

Verlust der Wasserflächen des Sees
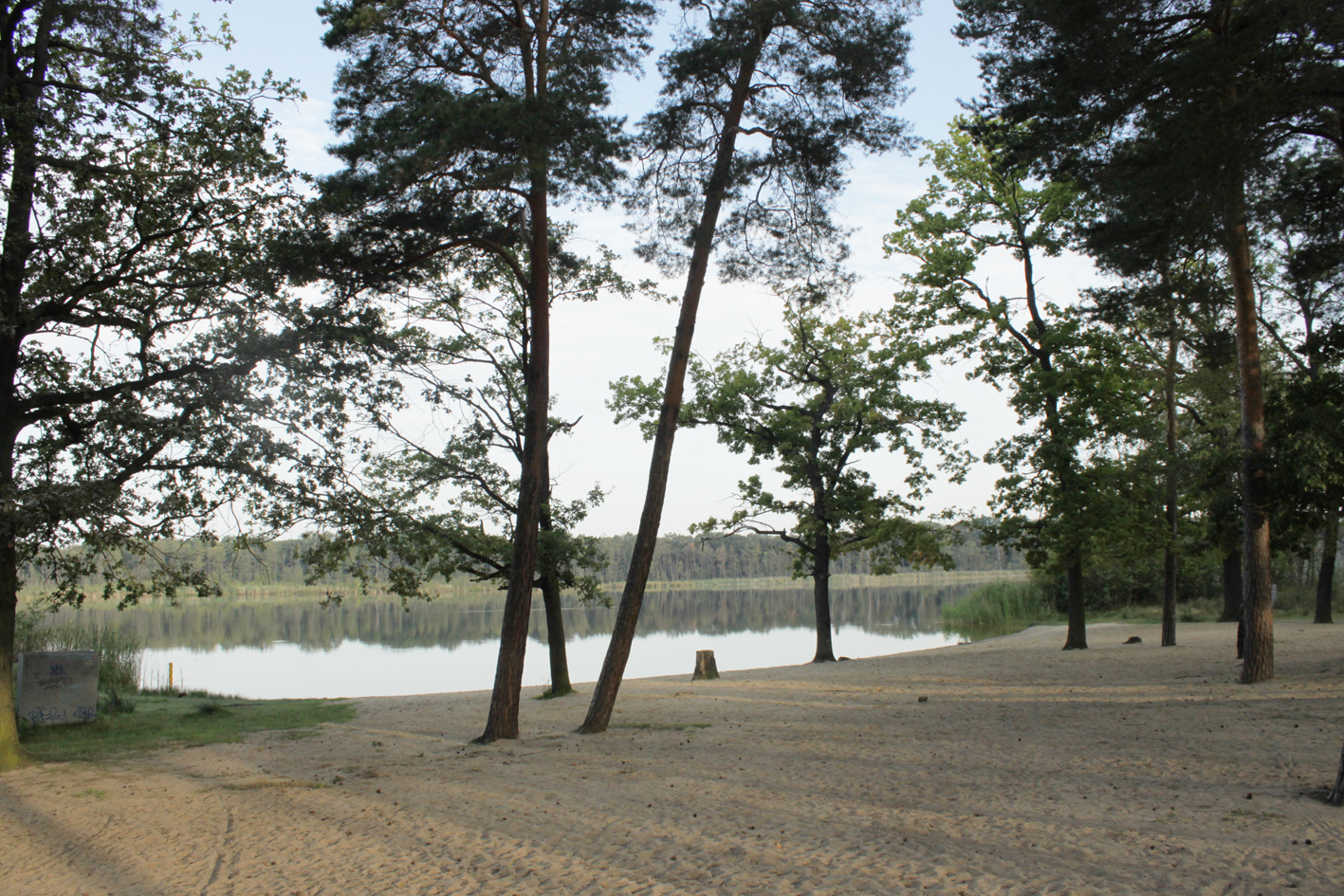
Gördensee im Altstädtischen Forst
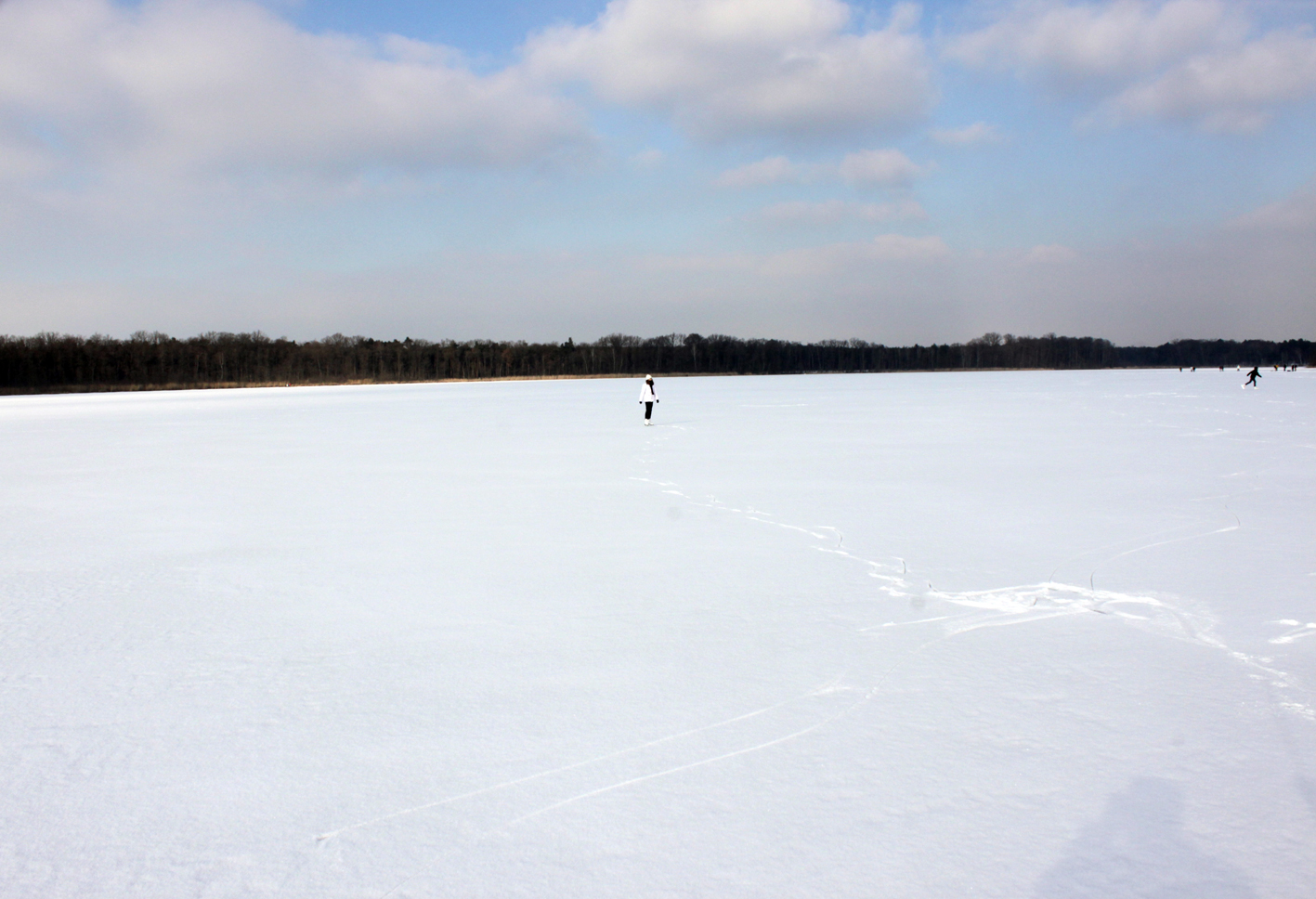
Gördensee im Winter als Wintersportrevier

## Abfluss
Am südlichen Ufer beginnt der künstlich angelegte Quenzgraben. Dieser entwässert den See durch Feuchtgebiete der Bohnenland-Görden-Rinne zum Quenzsee. Somit wird der Gördensee über Havel und Elbe zur Nordsee entwässert.